# Kazimierz Brodziński
Kazimierz Brodziński ps. i krypt.: B., B..., I., K. B., K. B......, K. B. Sierżant Artylerii, K. Br., K. Br. Por. Ar., K. Brodz., K. Uwaga, K. z Kr., Kazimierz Br., Kazimierz z Królówki (ur. 8 marca 1791 w Królówce, zm. 10 października 1835 w Dreźnie) – polski poeta epoki sentymentalizmu, historyk, teoretyk i krytyk literacki, tłumacz, publicysta i myśliciel chrześcijański, powszechnie uważany za najwybitniejszego twórcę preromantyzmu w Polsce.
Już we wczesnym stadium swojej twórczości Kazimierz Brodziński, „dusza prawdziwie anielska” i autor licznych sielanek, zdradzał zamiłowanie do wiejskiej prostoty, optymizmu i życia pasterskiego. Apoteoza ta wkrótce poddana została jednak bolesnej próbie: doświadczenie ludzkiego okrucieństwa podczas wojny najezdniczej w latach 1809–1813, wywołało u Brodzińskiego głębokie przerażenie śmiercią, bestialstwem oraz cierpieniem moralnym i fizycznym, które sprawiło, że z czasem poeta skupił się na wartościach religijnych. Jego dojrzałą poezję zdominował wyraźny kult wartości ewangelicznych, a przy tym: uczuć rodzinnych, małżeństwa i miłości braterskiej, gościnności, przyjaźni i ufności w Bożą opatrzność. Wiara w zmartwychwstanie stanowić miała podstawę walki z rozpaczą, a jej formą miał być powrót do słowiańskiej „krainy łagodności”. Na tej bazie powstały również filozoficzne teorie autora wokół moralnego sensu idylli oraz klasycystycznej elegii.

## Życiorys

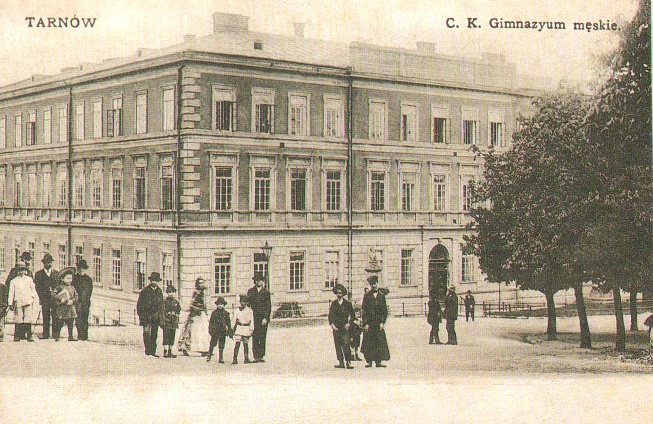
Gmach gimnazjum w Tarnowie, w którym uczył się Kazimierz Brodziński

Pochodził z niezamożnej rodziny szlacheckiej ze wsi Królówka pod Bochnią. Urodził się jako syn Jacka, rządcy, a następnie dzierżawcy w dobrach hr. Moszyńskiego, i Franciszki z Radzikowskich. W roku 1797 rozpoczął naukę w wiejskiej szkółce trywialnej w Lipnicy Murowanej. W roku 1800 przeszedł do szkoły w Tarnowie, by po 3 latach trafić do tamtejszego gimnazjum. W 1807 opublikował pierwsze poezje w tomie wierszy swojego brata, Andrzeja Brodzińskiego, wydanym w Krakowie. W latach 1809–1813 służył, na końcu w stopniu porucznika, w armii Księstwa Warszawskiego. Został ranny w bitwie pod Lipskiem. W 1814 r. zamieszkał w Warszawie i od 1815 r. pracował jako sekretarz Dyrekcji Rządowej Teatru Narodowego (1815-1821) i cenzor sztuk teatralnych. W 1819 r. był wielkim sekretarzem Wielkiego Wschodu Narodowego Polski.
Od 1815 roku współpracował z Pamiętnikiem Warszawskim, drukując w nim rozprawy teoretyczne z zakresu literatury. Był także nauczycielem języka polskiego w szkołach pijarskich, a od 1822 r. wykładowcą literatury na Królewskim Uniwersytecie Warszawskim, w latach 1823–1830 pełniąc funkcję I sekretarza uczelni. Podróżował do Pragi, Niemiec, Włoch i Szwajcarii. Od roku 1821 był członkiem Towarzystwa Warszawskiego Przyjaciół Nauk. Po wybuchu powstania listopadowego był redaktorem powstańczych gazet, pracował też nad reorganizacją oświaty. Po upadku powstania krótko przebywał w Krakowie, ale nie wyemigrował na dłużej i od 1834 mieszkał stale w Warszawie. Ogłaszał prace z zakresu teorii literatury, wydał noworocznik „Jutrzenka”. W latach 1834–1835 redagował Magazyn Powszechny.
Kazimierz Brodziński często szukał natchnienia do swoich utworów przebywając w rodzinnych okolicach wśród malowniczej grupy ostańców skalnych w lesie na Paprotnej. We „Wspomnieniach” pisze: „...póki jeszcze służyła jesienna pora chodziłem w pole i ukryty w gęstwinach układałem rymy...”. Na jego cześć te wychodnie skalne, będące obecnie pomnikiem przyrody, nazwane zostały Kamieniami Brodzińskiego.

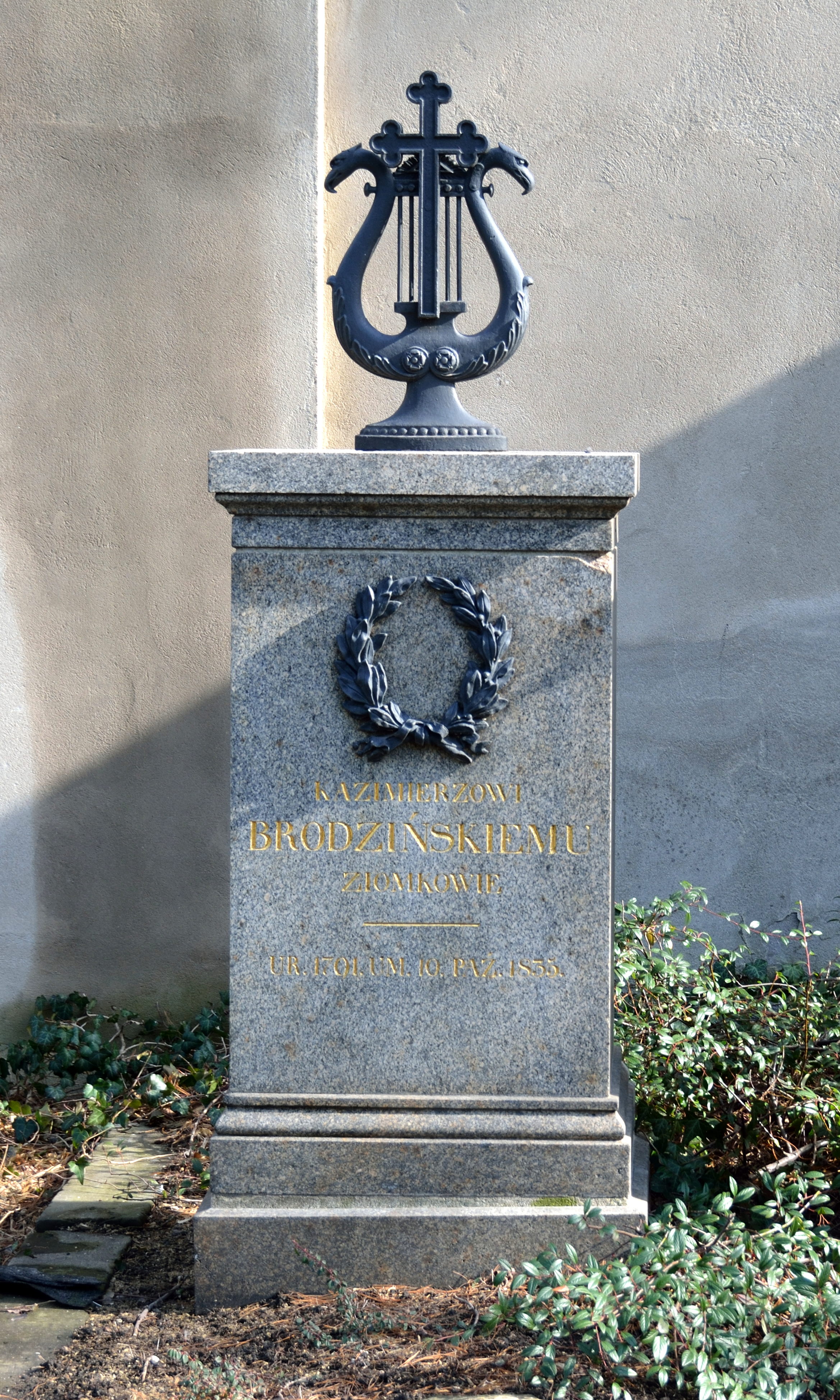
Nagrobek Brodzińskiego na Starym Cmentarzu Katolickim w Dreźnie

Pomnik Kazimierza Brodzińskiego wykonał w 1863 roku Władysław Oleszczyński. Znajduje się obecnie w Kościele wizytek na Krakowskim Przedmieściu w Warszawie. W 1884 roku w Tarnowie z inicjatywy Towarzystwa Pedagogicznego został odsłonięty pomnik Brodzińskiego.
Pochowany na Starym Cmentarzu Katolickim w Dreźnie.

## Życie rodzinne
Swoją przyszłą żonę, Wiktorię Holly, Brodziński poznał w domu warszawskiego astronoma, Franciszka Armińskiego, ożenionego z siostrą Wiktorii. Z kolei brat Wiktorii, Franciszek Holly, był zarządcą w majątku Armińskiego. Ślub Kazimierza Brodzińskiego i 24-letniej Wiktorii Holly odbył się w dniu 27 października 1826 roku w kościele św. Aleksandra w Warszawie. Świadkiem ceremonii był m.in. pierwszy rektor Uniwersytetu Warszawskiego, Wojciech Szweykowski. Państwo Brodzińscy doczekali się jednego dziecka - córki Karoliny Brodzińskiej (ur. 10 lub 15 października 1827). Wiktoria Brodzińska przeżyła męża o niespełna dwa lata - zmarła w dniu 1 września 1837 roku.   

## Poglądy filozoficzne
Chociaż nie skończysz ciągle rób,

Ciebie, nie dzieło, weźmie grób,

A choć na ziemi krótko nas,

Czas wszystko skończy, bo – ma czas

wiersz Czas – Kazimierz Brodziński (1791-1835)
Brodziński jest przedstawicielem sentymentalizmu, autorem elegii, sielanek (Wiesław 1820) i prac teoretycznych. W 1818 ogłosił w „Pamiętniku Warszawskim” słynną pracę O klasyczności i romantyczności tudzież o duchu poezji polskiej, gdzie postawił pytanie o przyszłość literatury polskiej, z jednej strony pozostającej pod wpływem klasycyzmu francuskiego, realizującego wzorce normatywnej poetyki, z drugiej ulegającej romantycznej manierze literatury niemieckiej („okres burzy i naporu”), skłaniającej się ku tradycji chrześcijańskiego średniowiecza. Zdaniem Brodzińskiego literatura polska, aby osiągnąć odrębność, powinna zwrócić się w stronę rodzimości, podążać za własnym „czuciem narodowym” i „charakterem narodowym”, który postrzegał jako sielski i sentymentalny, a realizację tych założeń widział w sielance (rozprawa O idylli pod względem moralnym 1823). Sielanka była dla niego nie tylko gatunkową propozycją literacką, lecz filozofią, sposobem na życie, kategorią moralną, a także narodową. Jako słowianofil, przekonany o wyjątkowości narodu, początków i fundamentów cnót narodowych upatrywał w rolnictwie, pracach na roli, przyrodzie, wsi polskiej – skąd wywodził podstawowe wyróżniki literatury romantycznej: ludowość i narodowość. Stąd wynikało przekonanie, że poezja powinna być zwierciadłem języka, czucia i obyczajów każdego narodu i tak określał jej polski charakter: Co do ducha poezji naszej, widzimy w niej wszędzie panującą miłość ojczyzny, zapał w uwielbianiu szlachetnych obywatelskich czynów, miarkowanie w uniesieniu, imaginacją swobodną, nie przerażającą, bez fantastycznych wyobrażeń, łagodną tkliwość, prostotę (...), rolnicze obrazy wiejskości i rodzinnego pożycia, moralność praktycznej filozofii, namiętności nieburzliwe i skromność obyczajów. Tezy te parodiował Mickiewicz w Dziadach drezdeńskich w mowie Literata IV Nasz naród się prostotą, gościnnością chlubi, Nasz naród scen okropnych, gwałtownych nie lubi; Śpiewać, na przykład, wiejskich chłopców zalecanki, Trzody, cienie – Sławianie, my lubim sielanki. Polemiką z teorią Brodzińskiego była też rozprawa Jana Śniadeckiego O pismach klasycznych i romantycznych.
W latach dojrzałego romantyzmu wystąpił jednak jako zdecydowany przeciwnik romantyzmu rewolucyjnego, koncepcja rewolucyjnej literatury romantycznej nie przystawała do jego idyllicznych poglądów. Uległy one radykalnej zmianie pod wpływem wybuchu powstania listopadowego. W rozprawie Mowa o narodowości Polaków (1831) okazał się zdecydowanym zwolennikiem i propagatorem mesjanizmu w jego wersji cierpiętniczej, nie rewolucyjnej.

## Twórczość

### Ważniejsze utwory
- Wiersze wczesnomłodzieńcze z lat 1806–1809, niepublikowane za życia poety, zachowane w korespondencji rodzinnej, niektóre ogł.: F. S. Dmochowski Biblioteka Warszawska 1870, t. 3
- Wiersze wczesnomłodzieńcze wyd. w książce: A. Brodziński: Zabawki wierszem, Kraków 1807
- Wiersze wczesnomłodzieńcze z lat 1809–1814, niepublikowane za życia poety, niektóre ogł.: F. S. Dmochowski Biblioteka Warszawska 1870, t. 3
- Oda w dzień urodzin Napoleona Wielkiego... Dnia 15 sierpnia 1809 roku w Krakowie, Kraków 1809
- Wiersz dnia 8 marca 1813 napisany, Kraków 1813
- Dziennik wojskowy z 1813, całość wyd. A. Łucki: „K. Brodzińskiego nieznane pisma prozą”, Archiwum do Dziejów Literatury i Oświaty w Polsce, t. 12 (1910)
- Wiersz na wprowadzenie zwłok księcia Józefa Poniatowskiego, naczelnego wodza wojsk polskich, przez toż wojsko z Francji wracające. W Warszawie, dnia 9 września 1814, wersja I: Warszawa 1814 (2 wyd.)
- „Bajki: Koguty, Kura, Sowa, Badacz, Mrówka i pszczoła, Sosienki, Indyk, Sroka, Pijany”, tłumaczenie, Pamiętnik Warszawski 1814-1817
- Wiersze z lat 1814–1821, niepublikowane za życia poety, fragmenty ogł. A. Łucki: „K. Brodzińskiego nieznane poezje”, Kraków 1910
- Śpiew w czasie obchodu uroczystości Ś∴ Jana przez W∴ ... (muzyka: A. Weynert), brak miejsca wydania (1815)
- Wiersz obrzędowy w święto imienia N∴ i N∴ B∴ Ludwika Osińskiego, mistrza Katedry... (muzyka: K. Kurpiński), powst. przed 15 sierpnia, wyd. Warszawa 1815
- Wiersz na obchód żałobny po N∴ i N∴ B∴ Józefie Orsettim, pierwszym wielkim... (muzyka: K. Kurpiński), powst. przed 16 października, wersja I: wyd. (Warszawa 1815)
- Oda z okoliczności ukończenia Słownika Lindego, powst. 1815, wersja I
- Piękne sztuki. Scena, powst. przed rokiem 1816
- Hymn do Boga na dziesięć głosów we dwóch chórach, ułożony na użytek Szkoły Rządowej Muzyki... (muzyka: J. Elsner), Warszawa (między rokiem 1815 a 1820)
- Kalmora, czyli prawo ojcowskie Amerykanów. Opera w 2 aktach heroiczno-pasterska, oryginalnie napisana z powieści amerykańskiej (muzyka: K. Kurpiński), powst. po roku 1815, wyst.: Warszawa 10 marca 1820
- Kantata w dniu obchodu imienin B∴ L∴ Osińskiego... (muzyka: K. Kurpiński), powst. przed 26 sierpnia, wyd. (Warszawa 1816), druk zaginiony
- „Oda... przy oddaniu złotego medalu W. J. Ks. Onufremu Kopczyńskiemu”, Gazeta Korespondenta Warszawskiego i Zagranicznego 1816, nr 97
- „Poezja. Do Dafny. Fragmenty poematu”, fragmenty 1-4 ogł. Pamiętnik Warszawski 1816, t. 4, s. 85–91, 456-464
- Wiersz ofiarowany N∴ N∴ B∴ Wilczewskiemu Jerzemu w dzień imienin d. 24 kwietnia 1817 (Warszawa 1817), egz. unikat w: Archiwum Główne Akt Dawnych (Archiwum Wilanowskie)
- „Dobranoc Wiesławowi”, Pamiętnik Warszawski 1817, t. 7
- Kantata w dzień uroczystości instalacyjnej W∴ W∴ Urzędników W∴ W∴ Królestwa Polskiego..., powst. maj 1817, wyd. (Warszawa 1817), druk zaginiony
- Wiersz czytany na posiedzeniu Ś∴ i D∴ ... pod osobnym nazwiskiem Świątynia Izis dnia 30 czerwca 1817 roku, wydana pt. Wolność, wiara, światło, z rękopisu Biblioteki Jagiellońskiej, sygn. 4610/I
- Śpiew na obchód uroczystości imienia P∴ i N∴ B∴ Karola Woydy, Mistrza Katedry... (muzyka: J. Elsner), powst. przed 17 listopada 1817, wyd. (Warszawa 1817)

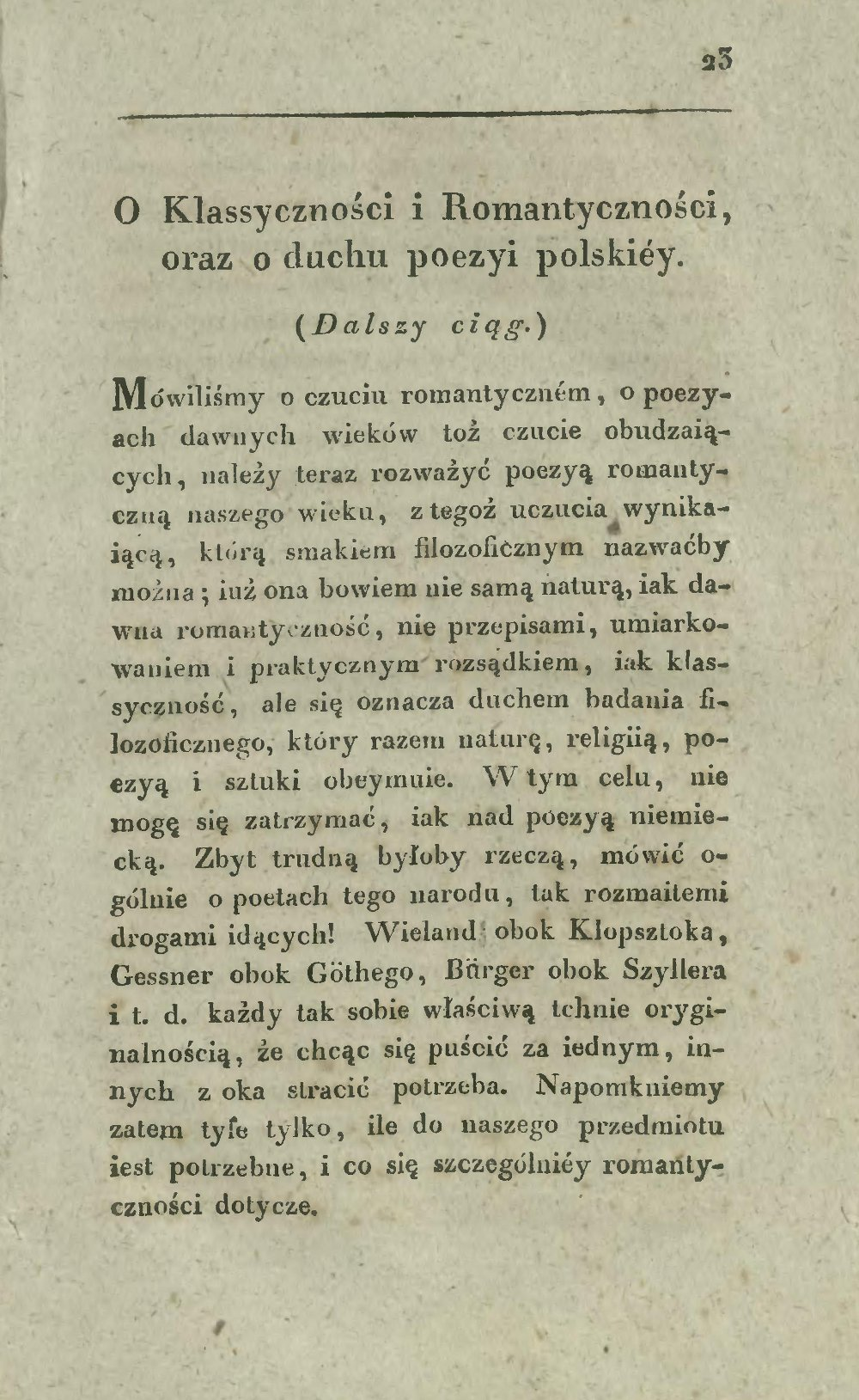
Pierwsza strona drugiej części rozprawy O klasyczności i romantyczności

- Wiersze z przedmową o wersyfikacji z lat 1817–1818 wyd. w książce: J. Elsner Rozprawa o metryczności i rytmiczności języka polskiego, Warszawa 1818
- Mowa... na przewiezienie ciała T. Kościuszki w... (w jęz. francuskim), wyd. S. Małachowski-Łempicki „Wolnomularskie utwory Brodzińskiego”, Pamiętnik Literackie, rocznik 29 (1932)
- „O klasyczności i romantyczności tudzież o duchu poezji polskiej”, Pamiętnik Warszawski 1818, t. 10, s. 356–381, 516-540
- Kurs wymowy i poezji dla szkół żoliborskich, powst. 1818, rękopis zaginiony
- „Listy o polskiej literaturze”, Pamiętnik Warszawski 1820, t. 16-17
- Pieśni do Mszy Świętej... księdzu Szczepanowi Hołowczycowi... ofiarowane (muzyka: J. Elsner), Warszawa 1820
- Wiesław. Sielanka krakowska, wersja I: Pamiętnik Warszawski 1820, t. 16, t. 18 (z podtytułem: Powieść)
- „Myśli o dążeniu polskiej literatury”, Pamiętnik Warszawski 1820, t. 18
- Erotyki ogł. w latach 1820–1821 w: Tygodniku Polskim, Pamiętniku Warszawskim i „Pismach”, t. 1-2
- „Głos do uczniów konwiktu ks. ks. pijarów w Warszawie przy końcu roku szkolnego 1820/21", Popis publiczny uczniów konwiktu warszawskiego ks. ks. pijarów na Żoliborzu, Warszawa (1821)
- Fraszki z roku 1821, 10 utworów (m.in.: Kara poety, Disharmonia, Junak, Patriotyzm, Żółtaczka), ogł. Pamiętnik Warszawski 1821, t. 19 i „Pisma”, t. 1-2
- Pisma, t. 1-2, Warszawa 1821
- „O kursie krytycznej historii literatury polskiej”, dat. 3 czerwca 1821, wyd. A. Łucki: „K. Brodzińskiego nieznane pisma prozą”, Archiwum do Dziejów Literatury i Oświaty w Polsce, t. 12 (1910)
- Wiersze z lat 1821–1830 nie publikowane za życia poety, fragmenty ogł. Tygodnik Literacki (Poznań) 1842
- „Listy o literaturze”, Pamiętnik Warszawski 1822, t. 1, s. 8–24
- „Rozkład rocznego kursu historii krytycznej literatury polskiej z dn. 12 marca 1822”, wyd. T. Wierzbowski Materiały do dziejów piśmiennictwa polskiego, t. 2, Warszawa 1904
- „Wstęp do krytycznej historii literatury polskiej”, odczyt wygłoszony na posiedzeniu Warszawskiego Towarzystwa Przyjaciół Nauk 17 kwietnia 1822
- „Rozprawa o elegii”, fragm. Pamiętnik Warszawski 1822, t. 2
- „Rozprawa o satyrze”, wygłoszona 25 listopada 1822, fragm. Pamiętnik Warszawski 1823, t. 4
- „Krótki kurs literatury polskiej dla szkół”, powst. 1822, rękopis: zaginiony
- Wiersze z lat 1822–1829, ogł. w: Pamiętniku Warszawskim 1822-1823, Roczniku Towarzystwa Królewskiego Warszawskiego Przyjaciół Nauk 1822-1828, Bibliotece Polskiej 1826, Melitele 1829 i Rozmaitościach Warszawskich 1829
- „Literatura polska. Odczyty w Uniwersytecie Warszawskim, rozpoczęte d. 10 października 1822 r., ukończone w lipcu 1823 – dopełniane do r. 1830”, z rękopisów i notat autora zebrane przez F. S. Dmochowskiego
- „O idylli pod względem moralnym”, Posiedzenie publiczne Król. Warsz. Uniw. ... odbyte 16 lipca 1823 r., Warszawa brak roku wydania; także Pamiętnik Warszawski 1823, t. 6
- „Programma kursu krytycznej historii literatury polskiej na rok 1823-1824”, z rękopisu wyd. J. Bieliński Królewski Uniwersytet Warszawski, t. 3, Warszawa 1912
- Dwór w Lipinach (fragmenty), powst. 1824–1825, wyd. F. S. Dmochowski Biblioteka Warszawska 1870, t. 3 i odb. Warszawa 1871
- „Powieści dla dzieci”, ogł. Rozrywki dla Dzieci 1824-1826
- „Program na rok szkolny 1825/26 z 9 października 1825”, wyd. T. Wierzbowski Materiały do dziejów piśmiennictwa polskiego, t. 2, Warszawa 1904
- „Kurs estetyki czytany w byłym Uniwersytecie Warszawskim” (ułomki), 1825–1827
- „Kurs literatury. O stylu i wymowie” (ułomki), wygłoszony w latach 1825–1831
- „O powołaniu i obowiązkach młodzieży akademickiej. Rzecz czytana na publicznym posiedzeniu...”, Publiczne posiedzenie Królewskiego Warszawskiego Uniwersytetu... odbyte dnia 15 lipca 1826 r., Warszawa (1826)
- Artykuł nadesłany z powodu pism o poezji w „Gazecie Polskiej” umieszczonych, Gazeta Korespondenta Warszawskiego i Zagranicznego 1827, nr 71-72
- „O życiu i pismach Franciszka Karpińskiego. Rzecz czytana na posiedzeniu publicznym Warsz. Tow. Przyj. Nauk 30 kwietnia 1827”, tekst skrócony: Rozmaitości Warszawskie 1827, nr 18
- „O romansach historycznych Bronikowskiego. Rozprawa czytana na posiedzeniu publicznym Warsz. Tow. Przyj. Nauk 5 marca 1828”, wyd. A. Kraushar: Towarzystwo Warszawskie Przyjaciół Nauk, t. 7, Kraków 1905
- „O życiu i pismach Józefa Lipińskiego. Rzecz czytana na posiedzeniu publicznym Warsz. Tow. Przyj. Nauk 12 grudnia 1828”, Pamiętnik Warszawski Umiejętności Czystych i Stosowanych 1829, t. 1, s. 149–162
- „O Fabianie Birkowskim”, Rocznik Towarzystwa Królewsko-Warszawskiego Przyjaciół Nauk 1830, t. 21
- Pisma rozmaite, t. 1, Warszawa 1830 (więcej tomów nie wydano)
- „O łagodzeniu języka polskiego”, Rozprawy i wnioski o ortografii polskiej przez Deputacją od Królewskiego Towarzystwa Warszawskiego Przyjaciół Nauk wyznaczoną, Warszawa 1830
- „Zdanie sprawy Deputacji przy złożeniu Towarzystwu Królewskiemu Warszawskiemu Przyjaciół Nauk rozpraw i wniosków dotyczących się ustalenia pisowni polskiej”, Rozprawy i wnioski o ortografii polskiej przez Deputacją od Królewskiego Towarzystwa Warszawskiego Przyjaciół Nauk wyznaczoną, Warszawa 1830
- „Mowa miana przez Profesora... przy wprowadzeniu uczniów Uniwersytetu składających Gwardię Narodową w mury tegoż Uniwersytetu”, Polak Sumienny 1830, nr 7 i wyd. osobne (Warszawa 1830)
- „O stanie i duchu literatury polskiej za Stanisława Augusta, za Księstwa Warszawskiego i w teraźniejszych czasach. Rozprawa czytana na posiedzeniu Warszawskiego Towarzystwa Przyjaciół Nauk w 1830”, rękopis: zaginął
- „O narodowości Polaków... Rozprawa czytana na sesji Tow. Przyj. Nauk d. 3 maja 1831”, brak miejsca i roku wydania (2 wyd.), wyd. następne: Warszawa 1831; Warszawa (faktycznie: Lwów) 1833
- Wiersze z lat 1831–1835 nie publikowane za życia poety, fragmenty wyd.: Młoda Polska (Paryż) 1838, nr 14; Biblioteka Warszawska 1841, t. 2, s. 659
- Rocznica. Poemat opisujący obchód pierwszej rocznicy upadku powstania listopadowego, powst. 1832, wyd. A. Łucki: „K. Brodzińskiego nieznane poezje”, Kraków 1910
- Wspomnienia mojej młodości, powst. około roku 1833, wyd. H. Skimborowicz Przegląd Naukowy 1844, t. 4
- „Fraszki” ogł. w Jutrzence 1834, s. 15–44, zbiór 92 fraszek
- Wyjątek z pisma pod tytułem: „Piękność i wzniosłość”, Jutrzenka 1834, wyd. następne osobne pt. Piękność i wzniosłość
- Wiersze z lat 1834–1835 ogł. w Jutrzence 1834 i w Wyborze poezji z pisarzów polskich... A. M. Pieńkiewicza (t. 3, Wilno 1835)
- „Żywoty: Kopernik, Sarbiewski, Krasicki, Petrarka, Tasso, Szekspir, Milton, Dryden, Walter Scott, Johann Wolfgang von Goethe, Szyller, Tieck, Newton, Hufeland, Lineusz, Galileusz, Lawater”, Magazyn Powszechny 1834-1835
- Posłanie do braci wygnańców, powst. 1835, wyd. S. Witwicki pt. „Poselstwo z ziemi ucisku do synów jej w rozproszeniu. Z przedmową J.B. Zaleskiego”, Paryż 1938
- Synonimy polskie, wyd. zobacz: Wydania zbiorowe
- Wiersze nie publikowane za życia poety, nieoznaczone czasowo (brak lat powstania)
- Szczęśliwe oszukanie. Komedyjka (inform. D. C. Chodźki z notką: nie wiadomo, czy oryginalna, czy tłumaczona, czy wierszem napisana, czy prozą)
- Wydział sądowy w piekle, brulion poematu heroikomicznego (autograf) w Bibliotece Narodowej (BOZ sygn. 1376)
- artykuły i utwory ogłaszał Brodziński w czasopismach: Bard Oswobodzonej Polski (1830); Biblioteka Polska (1825); Ćwiczenia Naukowe (tu m.in.: „Uwagi nad Barbarą, trajedią oryginalną A. Felińskiego”, 1818, t. 1); Dziennik Powszechny Krajowy (tu m.in.: „Odpowiedź Ostrowskiemu”, 1830, nr 134); Dziennik Warszawski (1826-1827); Flora (1822); Gazeta Korespondenta Warszawskiego i Zagranicznego (tu m.in.: „Pożegnanie krakowiaków dnia 7 maja”, 1811, nr 39; „Do Towarzystwa Dobroczynności”, 1815, nr 9; „Oda”, 1816, nr 97); Gazeta Krakowska (tu m.in.: „Cnota jest piękna i wesoła...”, 1818, nr 1; „Do Izby Prawodawczej Wolnej Rzeczypospolitej Krakowa dn. 10 XII 1824”, 1824, nr 100; „O tańcach polskich”, 1831, nr 236-242); Gazeta Literacka (1821-1822, tu m.in.: recenzje „Dziewicy Orleańskiej”, 1821, nr 1-3); Gazeta Polska (1830-1831); Gazeta Warszawska (1817); Goniec Krakowski (tu m.in.: „Na dzień Zmartwychwstania Pańskiego r. 1831”, 1831, nr 94); Jutrzenka. Noworocznik na r. 1834; Kalendarz na rok 1824 (Warszawa 1824); Kurier Polski (1831, tu m.in.: „Nieprzyjaciele imienia Polski...” art. – nr 389; „Prośba do Sejmu” – nr 410; „Święta sprawa nasza” – nr 421; „Konstytucja 3-go Maja” – nr 494; „Nagrobek J. Małachowskiemu”, „Nagrobek K. Plichcie” – nr 535; „Odezwa Rządu Narodowego” – nr 554, 556); Kurier Warszawski (1829-1835); Magazyn Powszechny (1834-1835, tu m.in.: „Dobry uczynek”, 1834, nr 1; „Moc zastanowienia. Powieść”, 1834, nr 2; „Myśli”, 1834, nr: 5-7, 11-12, 15; „Zarozumiałość”, 1835, nr 56; „Diament”, 1835, nr 59); Melitele (1829); Nowa Polska (1831, tu m.in.: List do Redaktora „Nowej Polski”, nr 9); Orzeł Biały (1819–1820; tu m.in.: „Do Pustelnika z Krakowskiego Przedmieścia z powodu ostatniego artykułu jego o sztukach dramatycznych”, 1819, t. 2); Pamiętnik dla Płci Pięknej (1830); Pamiętnik Naukowy. Oddział Literacki (1819, t. 1, tu m.in.: „Oldyna. Sielanka galicyjska”, „Pieśń żołnierza nad rzeką Moskwą”, „Chłopek”); Pamiętnik Warszawski (od 1815 współpraca; od 1820 członek redakcji; od 1822 redaktor; tu m.in.: „Wiadomość o Wincentym Reklewskim”, 1815, t. 1; „List do... Aleksandra hr. Chodkiewicza”, 1815, t. 2; „Żal matki”, 1815, t. 3; „Ofiara. Sielanka”, 1816, t. 5; „Duma nad grobem”, 1816, t. 5; „Żal za polskim językiem”, 1818, t. 12; „Pole raszyńskie”, 1819, t. 13; „Oda do sprawiedliwości”, 1819, t. 14; „Pamiątka po dobrej matce przez Młodą Polkę”, rec. 1819, t. 15; „Do Józefa Brykczyńskiego. Podczas odjazdu do Włoch”, 1820, t. 17; „Dar natury”, 1821, t. 19; „Miłość i obojętność”, 1821, t. 21; Dykcjonarz poetów polskich Juszyńskiego”, rec. 1821, t. 21; Groby w dniu śmierci Tadeusza Kościuszki E. Lubomirskiego, rec. 1822, t. 1; „O Twardowskim i Fauście”, 1822, t. 1; „O poezji ludu litewskiego”, 1822, t. 3; „List o miękkości i twardości języka polskiego”, 1823, t. 4); Pamiętnik Warszawski Umiejętności Czystych i Stosowanych (1829); Patriota (1830); Podchorąży (1830); Polak Sumienny (1830-1831; tu m.in.: „Pieśń Gwardii Narodowej w czasie uczty danej obrońcom ojczyzny w Warszawie dn. 12 czerwca 1831 r.”, 1831, nr 169); Polihymnia (1827, t. 3); Rocznik Towarzystwa Królewskiego Warszawskiego Przyjaciół Nauk (1817); Rocznik Teatru Narodowego Warszawskiego (1817); Rozmaitości (Lwów, 1818-1819; tu m.in.: przedruki z Pamiętnika Warszawskiego i Tygodnika Polskiego); Rozmaitości Warszawskie (1827-1829).

Po śmierci Brodzińskiego szereg jego utworów z rękopisów ogłaszały: czasopisma: Wianek. Noworocznik na r. 1836; Dzwonek 1857, nr 2; Biblioteka Warszawska 1865, t. 3 i 1870, t. 3; Kłosy 1865, nr 5; Biesiada Literacka 1910, nr 34 oraz wspominane powyżej w Twórczości publikacje: J. Bielińskiego, P. Chmielowskiego, I. Chrzanowskiego, Z. Ciechanowskiej, B. Gubrynowicza, A. Kraushara, A. Łuckiego, S. Małachowskiego-Łempickiego, A. M. Pieńkiewicza, S. Załęskiego, oraz w Wydaniach zbiorowych (poniżej).
Wiersze Brodzińskiego przedrukowywano w wielu antologiach: F.L. Čelakovský: Všeslovanské počáteční čtení, Praga 1850; W. Borowy: Od Kochanowskiego do Staffa. Antologia liryki polskiej, Lwów 1930 i wyd. następne; J. Kott, A. Ważyk: Wiersze, które lubimy. Antologia, Warszawa 1951; J. Tuwim: Księga wierszy polskich XIX w., t. 1, Warszawa 1954 i wyd. następne; P. Hertz: Zbiór poetów polskich XIX w., księga 1, Warszawa 1959; C. Zgorzelski: „Ballada polska”, Warszawa 1962, Biblioteka Narodowa, seria I, nr 177.
Rękopisy pism Brodzińskiego znajdują się w: Archiwum Głównym Akt Dawnych, Bibliotece Czartoryskich, Bibliotece Jagiellońskiej, Bibliotece Kórnickiej, Bibliotece Narodowej, Bibliotece PAN w Krakowie, Bibliotece Polskiej w Paryżu, Ossolineum, Wojewódzkim Archiwum Państwowym w Krakowie i innych placówkach. Szczegółowe informacje o jego rękopisach podają: C. Zgorzelski: „Nad tekstami Brodzińskiego”, Pamiętnik Literacki, rocznik 48 (1957), zeszyt 4; C. Zgorzelski, Z. J. Nowak: Wstępy i komentarze do Dzieł pod red. S. Pigonia.

### Przekłady
- H. M. Williams: Hymn napisany wśród Alpów, powst. 1811, ogł. A. Grabowski Cuda natury, Kraków 1811
- Friedrich Schiller: „Wyjątek z tragedii Maria Sztuart wolno tłumaczonej z Szylera” (akt III, sceny: 1, 3-4), powst. po roku 1815, Pamiętnik Warszawski 1822, t. 1
- Friedrich Schiller:
  - „Kassandra”, Pamiętnik Warszawski 1816, t. 6
  - „Pegaz w jarzmie”, Pamiętnik Warszawski 1819, t. 1
  - „Obchód zwycięstwa”, Pamiętnik Warszawski 1819, t. 15
  - „Geniusz”, Pamiętnik Warszawski 1820, t. 17
  - „Poeci starożytni”, Pamiętnik Warszawski 1820, t. 17
  - „O teatrze pod względem moralności”, Pamiętnik Warszawski 1821, t. 20
  - „Szczęście”, Pamiętnik Warszawski 1821, t. 20
  - „Żal Cerery”, Pamiętnik Warszawski 1821, t. 20
- L. Da Ponte: Don Juan, libretto do opery W.A. Mozarta, wyst. Warszawa 7 lutego 1815
- Tankred, libretto według tragedii Voltaire’a do opery G. A. Rossiniego, wyst. Warszawa luty 1818
- James Macpherson: „Baraton, duma Osjana”, Pamiętnik Warszawski 1818, t. 11
- Napoleon sam przez siebie odmalowany, tłumaczenie z francuskiego, Warszawa 1818
- Włoszka w Algierze, libretto do opery G.A. Rossiniego, informacja D. C. Chodźko; współtłumaczem miał być W. Bogusławski (dat. 1825)
- F. Raynouard: Templariusze. Trajedia w 5 aktach, wyst. Warszawa 13 kwietnia 1819
- F. Grillparzer: Safo. Tragedia w 5 aktach... przełożona z niemieckiego (prozą), wyst. Warszawa 1819
- A.F. Kotzebue: Wolny mularz. Komedia w 1 akcie, Warszawa 1819
- E. D. Parny: „Pieśni Madagaskaru, z francuskiego, z prozy... przełożone”, Pieśń V i X ogł. Pamiętnik Naukowy (Oddział Literacki) 1819, t. 1
- Tibullus: „Elegia do pokoju”, Pamiętnik Warszawski 1818, t. 12
- O poetycznej literaturze niemieckiej. Wyjęte z francuskiej „Minerwy” (październik 1818), z uwagami tłumacza nad poezją polską, Pamiętnik Warszawski 1819, t. 13
- „Radosław. Duma historyczna morlacka”, Pamiętnik Warszawski 1819, t. 14
- „Antologia grecka, epigramaty”, ogł.: Tygodnik Polski 1819
- J.F. Ducis: „Abufar. Tragedia we 4 aktach”, ogł. Pamiętnik Naukowy (Oddział Literacki) 1819, t. 1
- M. K. Sarbiewski: „Amfion”, Pamiętnik Warszawski 1820
- „Myśli wschodnie”, Pamiętnik Warszawski 1820
- „Stół królewski. Powieść historyczna czeska”, Pamiętnik Warszawski 1820
- Johann Wolfgang von Goethe: Płocha; Nawrócona; Pasterz; wyd. zobacz Pisma, t. 1-2, Warszawa 1821
- J. Kolberg: „Geniusz przyjaźni”, wyd. Pisma, t. 2, Warszawa 1821
- „Zdanie Francuzów o lordzie Byronie” (z niem.: Tygodnik Literacki, nr 58 i 96), Pamiętnik Warszawski luty 1821
- „Obyczaje Francuzów. Z podróży Lady Morgan”, Pamiętnik Warszawski kwiecień 1821
- „O Towarzystwie Wolnych Mularzy. Z niemieckiego A. D.R. E. s. v.”, Pamiętnik Warszawski 1821, t. 19
- F. Grillparzer: Safo. Ułomek przekładu wierszem (akt III, sceny: 1, 3-4; akt V, sceny: 1-3), Pamiętnik Warszawski 1821, t. 20
- Walter Scott: „Poema ostatniego barda w sześciu pieśniach”, Pamiętnik Warszawski 1821, t. 21
- Ch. M. Wieland: „List do młodego poety”, Pamiętnik Warszawski 1821, t. 21
- Johann Wolfgang von Goethe: „Cierpienia młodego Wertera”, t. 1-2, Warszawa 1822 (data cenzury: 24 września 1821)
- Johann Gottfried von Herder: „Sfinks. Powieść grecka”, Pamiętnik Warszawski 1821, t. 20
- Ph. E. Chasles: O poezji i poetach angielskich. Z dziennika „Revue encyclopédique”, Pamiętnik Warszawski styczeń-luty 1822
- Pieśni ludu: serbskie, słowackie, czeskie, morawskie, ruskie, małoruskie, morlackie, litewskie, estońskie, norweskie, greckie, nowogreckie, sycylijskie. Zbiór poprzedzony Listem do redaktora „Dziennika Warszawskiego” pt. O pieśniach ludu, Pamiętnik Warszawski 1826, t. 4
- Jan Kochanowski: Elegie... z łacińskiego przełożone, Warszawa 1829 (z przedmową tłumacza)
- Christian Garve: „O opinii publicznej”, Goniec Krakowski 1831, nr 204-205
- Treny Jeremiasza (z hebrajskiego), przekł. 1831 (informacja A. Łuckiego)
- Johann Wolfgang von Goethe: „Uczeń czarnoksiężnika”, Jutrzenka 1834
- „Hiob. Na osnowie Pisma Świętego”, Jutrzenka 1834
- „Sawitry. Ustęp z poematu sanskryckiego (Mahabharata)”, Jutrzenka 1834
- T. Derome: Dzieje Starego i Nowego Testamentu, czyli wybór przekładów i nauki z Pisma Świętego, t. 1-2, Warszawa 1837
- Sulamitka (z hebrajskiego), zob. Wydania zbiorowe
- Z Eddy skandynawskiej (fragmenty), zob. Wydania zbiorowe
- Jan Kochanowski: Epigramata łacińskie (przekł. 11 epigramatów), zob. Wydania zbiorowe
- F. J. P. Ancillon: Uwagi o charakterze osiemnastego wieku, zob. Wydania zbiorowe
- F. J. P. Ancillon: Zesłanie Mojżesza, zob. Wydania zbiorowe
- Z podań słowiańskich: Kamień królewski. Powieść słowiańska; Krzemomysł. Powieść czeska, zob. Wydania zbiorowe
- I. Kant: „O uczuciu piękności i wzniosłości”, wyd. A. Łucki: „K. Brodzińskiego nieznane pisma prozą”, Archiwum do Dziejów Literatury i Oświaty w Polsce, t. 12 (1910)
- James Macpherson: Pieśni Osjana (brak miejsca i roku wyd.)
- Johann Gottfried von Herder: wiersze (brak miejsca i roku wyd.)
- drobne przekłady ogł. ponadto w czasopismach, m.in.: Ch. Millevoye: „Drzewo śmierci”, Tygodnik Polski 1819, t. 3; „Z Klopstocka”, Tygodnik Polski 1820, t. 2; „Do Tebanów. Oda z Sarbiewskiego”, Pamiętnik Warszawski 1820, t. 16; „Życie nasze. Z Boecjusza”, Pamiętnik Warszawski 1823, t. 6; „Do słońca. Z Osjana”, Pamiętnik dla Płci Pięknej 1830, t. 2; „Myśl z Szyllera”, Jutrzenka 1834.

### Prace edytorskie
- Friedrich Schiller: Dziewica Orleańska. Trajedia romantyczna z Szyllera polskim wierszem przełożona przez Andrzeja Brodzińskiego... Z dodaniem różnych poezji tłumacza, Warszawa 1821 (z przedmową wydawcy)
- Jutrzenka. Noworocznik, Warszawa 1834 (redaktor i współwydawca, z S. Janickim).

### Wydania zbiorowe
- Dzieła. Wydanie zupełne i pomnożone pismami dotąd drukiem nie ogłoszonymi, wyd. D. C. Chodźko, t. 1-10, Wilno 1842-1844, zawartość:
  - t. 1 (1842): Poezje oryginalne i naśladowania (m.in. „Wiesław”, „Dobranoc Wiesławowi”)
  - t. 2 (1842): Poezje oryginalne i naśladowania
  - t. 3 (1843): List do Redaktora Dziennika Warszawskiego, Pieśni serbskie, Pieśni słowackie, Pieśni litewskie, Pieśni czeskie, Pieśń morawska, Pieśń estońska, Pieśń ruska, Pieśń małorosyjska, Pieśni greckie, Pieśni nowogreckie, Pieśń galicyjska, Pieśń norweska, Pieśń morlacka, Pieśń sycylijska, Pieśń trubadura Jordi, Pieśń Teobalda, Śpiewki rozmaite, Pieśni rolników, Przekłady, Myśli wschodnie, Z antologii greckiej, Epigramata oryginalne, Epigramata łacińskie z Jana Kochanowskiego, Zdania rozmaite
  - t. 4 (1843): Trajedie: „Templariusze”, „Abufar”
  - t. 5 (1842): Rozprawy naukowe: O klasyczności i romantyczności, O krytyce, O satyrze, O elegii, O exaltacji i entuzjazmie
  - t. 6 (1843): O życiu i pismach F. Karpińskiego, O życiu i pismach J. Lipińskiego, O F. Birkowskim, Żywoty, O J. P. Woroniczu, O Reklewskim, Przekłady
  - t. 7 (1843): Powieści, parabole i rozmaite badania filozoficzno-krytyczne. Oryginalne i tłumaczone
  - t. 8 (1844): Rozprawy różne o polskiej literaturze, Uwagi o stylu polskim, O tańcach polskich. Zamieszczono tu ponadto błędnie rozprawę F. Wężyka: O poezji w ogólności
  - t. 9 (1844): Synonimy
  - t. 10 (1844): Rzecz o wymowie u dawnych Polaków, Rozprawa o łagodzeniu języka polskiego, Zdanie sprawy Deputacji przy złożeniu Tow. Król. Warsz. Przyj. Nauk rozpraw i wniosków dot. ustalenia pisowni polskiej, D. C. Chodźko: Wzmianka o życiu i pismach K. Brodzińskiego
- „Poezje”, Petersburg 1853, Skarbczyk poezji polskiej, t. 1
- „O literaturze”, wyd. K.J. Turowski, Sanok 1856, Biblioteka Polska, zeszyty: 88-93
- „Życiorysy niektórych poetów i uczonych”, wyd. K.J. Turowski, Sanok 1856, Biblioteka Polska, seria I, t. 34, zeszyty: 94-95
- „Poezje oryginalne i tłumaczone”, wyd. K.J. Turowski, Sanok 1856, Biblioteka Polska, seria I, t. 34, zeszyty: 99-104
- Pisma. Wydanie zupełne poprawne i dopełnione z nie ogłoszonych rękopismów staraniem J. I. Kraszewskiego, t. 1-8, Poznań 1872–1874, zawartość:
  - t. 1 (1872): Poezje oryginalne i naśladowania (tu błędnie włączone utwory J.B. Zaleskiego: „Dziewica i Charon”, „Sen Polikarpa”)
  - t. 2 (1872): Przekłady i naśladowania: Dramata: „Templariusze”, „Abufar”, „Wolny mularz”, „Maria Stuart”, „Safo”
  - t. 3 (1872): O klasyczności i romantyczności, Literatura polska. Odczyty w Uniwersytecie Warszawskim. Epoka I, II
  - t. 4 (1872): Literatura polska. Epoka III, IV, V
  - t. 5 (1873): Literatura polska (dokończenie), Kurs literatury, O stylu i wymowie (ułamki), Dodatki: O krytyce, O satyrze, O elegii
  - t. 6 (1873): Kurs estetyki (ułamki), Listy o literaturze polskiej
  - t. 7 (1874): Synonimy polskie, Rozprawy, przemówienia, odczyty itp., Urywki filozoficzno-moralne
  - t. 8 (1874): Rozprawy, przemówienia, odczyty itp., Rozmaitości, m.in. O exaltacji i entuzjazmie, O powołaniu i obowiązkach młodzieży akademickiej, Zdanie sprawy Deputacji...
- „Wybór poezji”, Warszawa 1909, Biblioteka Uniwersytetu Ludowego i Młodzieży Szkolnej nr 108
- „Wybór poezji. Ze wstępem i objaśnieniami P. Chmielowskiego”, Warszawa 1912, Książki dla Wszystkich nr 564
- „Wybór poezji. Ze wstępem i objaśnieniami P. Chmielowskiego”, Warszawa (około 1915), Biblioteczka Narodowa nr 53
- „Wybór poezji”, oprac. A. Łucki, Kraków (1921), Biblioteka Narodowa seria I, nr 34; wyd. 2 Kraków 1925
- „Mowy i pisma patriotyczne oraz o powołaniu i obowiązkach młodzieży akademickiej”, oprac. I. Chrzanowski, Kraków (1926), Biblioteka Narodowa seria I, nr 94
- „Pisma zebrane”, wyd. A. Łucki, t. 1-2. Pisma estetyczno-krytyczne, Warszawa 1934 (1933), Biblioteka Pisarzy Polskich 2-ej Połowy XVIII i 1-ej Ćwierci XIX W.
- Dzieła, pod red. S. Pigonia:
  - Poezje, t. 1-2, oprac. i wstępem poprzedził C. Zgorzelski, Wrocław 1959, zawartość:
    - t. 1: Utwory wydane za życia poety:
      - cz. I: Poezje z l. 1809-1821:
        - 1. Wiersze okolicznościowe (1809-1821)
        - 2. Wiersze refleksyjno-dydaktyczne (1814-1821)
        - 3. Wiersze erotyczne, sielankowe, dumy, dumki (1815-1821)
        - 4. Wiersze patriotyczne i religijne (1818-1821)

      - cz. II: Poezje z l. 1821-1835:
        - 1. Wiersze z l. 1822-1829
        - 2. Wiersze z czasu powstania (1830-1831)
        - 3. Wiersze z l. 1832-1835
        - 4. Fraszki i epigramaty (1821-1834)

      - Dodatek:
        - 1. Wiersze młodzieńcze (przed r. 1809)
        - 1. Fragmenty w Rozprawie Elsnera

    - t. 2: Utwory nie wydane za życia poety:
      - 1. Wiersze wczesnomłodzieńcze (sprzed 1809)
      - 2. Wiersze z l. 1809-1814
      - 3. Wiersze z l. 1814-1821
      - 4. Wiersze z l. 1821-1830
      - 5. Wiersze z l. 1831-1835
      - 6. Wiersze nie oznaczone czasowo
      - 7. Fraszki i aforyzmy
      - 8. Fragmenty i ułamki
      - 9. Utwory wątpliwej autentyczności

  - Pisma estetyczno-krytyczne, t. 1-2, oprac. i wstępem poprzedził Z. J. Nowak, Wrocław 1964, zawartość:
    - tom 1:
      - I. Rozprawy i artykuły krytyczne
      - II. Rozprawy o rodzajach literackich
      - III. Pisma estetyczne

    - tom 2:
      - I. Żywoty
      - II. Recenzje
      - III. Polemiki
      - IV. Varia
      - V. Dodatek. Pisma przypisywane Brodzińskiemu

### Listy i materiały
- Do stryjecznej siostry, Szczęsnej Szotarskiej 18 listów z lat 1807–1820, wyd. A. Łucki: „Listy K. Brodzińskiego do stryjecznej siostry, Szczęsnej”, Przewodnik Naukowy i Literacki 1906
- Do brata, Andrzeja Brodzińskiego 12 listów z lat 1807–1809, wyd. L. Bernacki z papierów pośm. R. Pilata: „Nieznane listy Brodzińskiego z czasów szkolnych”, Pamiętnik Literacki, rocznik 5 (1906)
- Do: J. Krasnosielskiego z roku 1812, A.J. Czartoryskiego z 1829, W. Ostrowskiego z 1829; wyd. B. Gubrynowicz, Pamiętnik Literacki, rocznik 20 (1923)
- Do: Ambrożego Grabowskiego 6 listów z lat 1812–1814, F. Słotwińskiego 2 listy z roku 1814, A. Chłędowskiego(?) z roku 1822, J. Lelewela 4 listy z lat 1825–1830, K. Tańskiej z roku 1826, Ł. Gołębiowskiego 4 listy z lat 1833–1835, rodziny Łąckich z roku 1834, Brodowskiego (brak daty), rektora W. A. Szweykowskiego z 5 października (brak roku); wyd. A. Łucki: „K. Brodzińskiego nieznane pisma prozą”, Archiwum do Dziejów Literatury i Oświaty w Polsce, t. 12 (1910)
- Do Szotarskiego z roku 1813, wyd. K. W. Wójcicki Życiorysy znakomitych ludzi, Warszawa 1850
- Do: różnych osób z lat 1817–1835; K. Urmowskiego z 8 listopada 1817; F. Bentkowskiego 5 listów z lat: 1818, 1821, 1824, 1827; F. K. Kurowskiego z 7 września 1820; W. A. Szweykowskiego z 19 grudnia 1820; E. Czarnockiego z 8 lutego 1821; L. Osińskiego 2 listy z lat: 1823, 1831; J. Bowringa z 4 listopada 1823; do żony 8 listów z lat: 1826, 1829/30, 1833, 1835; Wincentego Majewskiego z 9 czerwca 1831; gen. J. Skrzyneckiego z 12 czerwca 1831; ogł. J. Korpała w zbiorze: „Miscellanea z lat 1800–1850”, Wrocław 1963, Archiwum Literatury, t. 7
- Do X. Janowskiego z roku 1821, wyd. Czas 1856, nr 112; przedr. K. W. Wójcicki: Cmentarz Powązkowski..., t. 2, Warszawa 1856
- Do Komisji Wyznań Religijnych i Oświecenia Publicznego z roku 1822, wyd. T. Wierzbowski: Materiały do dziejów piśmiennictwa polskiego, t. 2, Warszawa 1904
- Do S. B. Lindego z roku 1823, Exlibris 1920
- Do N. N. z 2 lipca 1824 z Karlowych Warów, ogł. F.L. Čelakovský: Všeslovanské počáteční čtení, Praga 1850, s. 29
- brulion nie dokończonego listu do nieznanego adresata z podróży do Włoch w r. 1824, wyd. C. Zgorzelski, Pamiętnik Literacki, rocznik 48 (1957), zeszyt 4, s. 589–590
- Do F. Armińskiego z Genewy z roku 1824, wyd. Wieniec. Pismo zbiorowe ofiarowane S. Jachowiczowi, t. 1, Warszawa 1857
- Do rektora W. A. Szweykowskiego ze Szwajcarii z roku 1824; do nieznanego adresata 4 listy ze Szwajcarii z roku 1824, wyd. F. S. Dmochowski pt. „Listy Polaka zwiedzającego Szwajcarię w r. 1824”, Biblioteka Polska 1825
- Do F. Skarbka; tu m.in. list z roku 1824, zawierający Sąd o powieści L. Kropińskiego „Julia i Adolf”, wyd. B. Gubrynowicz Księga pamiątkowa ku uczczeniu 250-ej rocznicy założenia Uniwersytetu Lwowskiego, Lwów 1912
- Do F.L. Čelakovskiego z lat 1824–1825, wyd. W. A. Francew: „K. Brodzinskij i Czechi”, Kijewskij sbornik poświaszczennyj T. D. Florinskomu, Kijów 1904 i odb.
- Do J. U. Niemcewicza z 14 grudnia 1825, wyd. B. Gubrynowicz: „Garść szczegółów do biografii i twórczości K. Brodzińskiego”, Pamiętnik Literacki, rocznik 21 (1924/25)
- 2 listy z roku 1826 do: K. Tańskiej i Bentkowskiego(?); w tym drugim Uwagi nad planem powieści Tanskiej „Jan Kochanowski w Czarnolesie”, wyd. S. Morawiecki „Korespondencja Klementyny z Tańskich Hoffmanowej”, Przegląd Literacki (Kraków) 1897, nr: 13/14-15/16
- Do A. E. Odyńca z roku 1828, wyd. J. Korpała „Za kulisami młodej Warszawy literackiej przed powstaniem listopadowym”, Pamiętnik Literacki, rocznik 28 (1931) i odb.
- Do Ł. Gołębiowskiego z 7 lipca 1828, rękopis: Ossolineum, sygn. 6524/II
- Do: S. Witwickiego list i 2 bileciki z roku 1829; A. Goreckiego bilecik bez tytułu i daty, wyd. A. Łucki „Nieznane listy K. Brodzińsiego do S. Witwickiego i A. Goreckiego”, Pamiętnik Literacki, rocznik 22/23 (1925/26)
- Do V. Hanki z Marienbadu z 14 sierpnia 1830, wyd. S. Vrtel-Wierczyński, Ruch Literacki 1929, nr 2
- Do gen. J. Mrozińskiego 3 listy z roku 1830, wyd. B. Gubrynowicz, Pamiętnik Literacki, rocznik 3 (1904)
- Do Ł. Gołębiowskiego 4 listy z lat: 1833, 1835, wyd. S. Gołębiowski Pamiętnik o życiu Łukasza Gołębiowskiego wydany przez jego syna, Warszawa 1852
- Do A. Z. Helcla z roku 1835, wyd. B. Gubrynowicz „Kazimierz Brodziński 1830-1835, przyczynek do biografii i charakterystyki”, Sprawozdanie Czytelni Akademickiej za r. 1890/91 i odb. Lwów 1892
- Do S. Witwickiego, fragmenty ogł. Rocznik Emigracji Polskiej 1836
- Do gen J. Mrozińskiego, wyd. K. Kantecki „Z autografów Biblioteki Poturzyckiej”, Przegląd Naukowy i Literacki 1878
- List przedśmiertny, fragmenty ogł. S. Witwicki Wieczory pielgrzyma, t. 2, Paryż 1837-1842
- Listy do i o K. Brodzińskim z lat 1813–1821: od stryja P. T. Brodzińskiego z 22 grudnia 1813; list P. Brodzińskiego do S. Szotarskiej z roku 1818/19; fragm. listu J. S. Bandtkiego do F. Bentkowskiego z 11 czerwca 1820; list F. Wężyka do Bentkowskiego z 7 stycznia 1821; ogł. J. Korpała w zbiorze: „Miscellanea z lat 1800–1850”, Wrocław 1963, Archiwum Literatury, t. 7
- Od J. Bowringa 2 listy z roku 1823, ogł. A. Kraushar „John Bowring, poeta angielski, i K. Brodziński”, Księga pamiątkowa ku czci B. Orzechowicza, t. 1, Lwów 1916
- Metryka urodzenia, świadectwo moralności z roku 1823 oraz szereg pism urzędowych tyczących się pracy pisarza i jego kariery naukowej; dokumenty przechowywane u p. J. Starowieyskiej; zob. C. Zgorzelski „Spis dokumentów odnoszących się do życia Brodzińskiego przechowywanych u J. Starowieyskiej w Sosnowcu”, Pamiętnik Literacki, rocznik 48 (1957), zeszyt 4, s. 586–588
- Dokumenty urzędowe, m.in. o zatrudnieniu Brodzińskiego – 3 z Komisji Rządowej Spraw Wewnętrznych i Policji z lat 1816 i 1819; 1 z Komisji Likwidacyjnej z roku 1820, 3 od księży pijarów z roku 1823; „Memoriał o obowiązkowości słuchania wykładów języka polskiego i inne”, ogł. J. Bieliński Królewski Uniwersytet Warszawski (1816-1831), t. 3, Warszawa 1912, s. 445–448
- „Autobiografia”, powst. 1823, wyd. K. W. Wójcicki Cmentarz Powązkowski..., t. 2, Warszawa 1856 (w życiorysie pijara K. Kamińskiego).

### Literatura dodatkowa
- Zofja Ciechanowska: Brodziński Kazimierz. W: Polski Słownik Biograficzny. T. 2: Beyzym Jan – Brownsford Marja. Kraków: Polska Akademia Umiejętności – Skład Główny w Księgarniach Gebethnera i Wolffa, 1936, s. 451–453. Reprint: Zakład Narodowy im. Ossolińskich, Kraków 1989, ISBN 83-04-03291-0.
- T. 4: Oświecenie. W: Bibliografia Literatury Polskiej – Nowy Korbut. Warszawa: Państwowy Instytut Wydawniczy, 1966, s. 297–322.
- Alina Witkowska, Ryszard Przybylski: Romantyzm. Wyd. VIII - 3 dodruk. Warszawa: Wydawnictwo Naukowe PWN, 2009, s. 661, seria: Wielka Historia Literatury Polskiej. ISBN 978-83-01-13848-6.